# Elaeocarpus coriaceus
Elaeocarpus coriaceus är en tvåhjärtbladig växtart som beskrevs av William Jackson Hooker. Elaeocarpus coriaceus ingår i släktet Elaeocarpus och familjen Elaeocarpaceae. Inga underarter finns listade i Catalogue of Life.